# Матросівка (Миколаївський район)
Матро́сівка — село в Україні, у Куцурубській сільській громаді Миколаївського району Миколаївської області. Населення становить 253 особи.

## Історія
14 вересня 2016 року, в ході децентралізації, Острівська сільська рада об'єднана з Куцурубською сільською громадою.
17 липня 2020 року, в результаті адміністративно-територіальної реформи та ліквідації Очаківського району, село увійшло до складу Миколаївського району.